# Station La Rochefoucauld
Station La Rochefoucauld is een spoorwegstation in de Franse gemeente La Rochefoucauld-en-Angoumois.